# Partij van de Arbeid (Mexico)
De Partij van de Arbeid (Spaans: Partido del Trabajo, PT) is een democratisch socialistische Mexicaanse politieke partij.

## Geschiedenis
De PT is opgericht in 1990 door Alberto Anaya, als samenvoeging van een aantal radicaal-linkse en maoïstische bewegingen. De oprichting van de partij werd gesteund door de al decennialang regerende Institutioneel Revolutionaire Partij (PRI) van Carlos Salinas, die op die manier poogde de opkomende linkse oppositie geleid door Cuauhtémoc Cárdenas de wind uit de zeilen te nemen en te verdelen. De partij haalde geen zetels bij de Congresverkiezingen van 1991. In 1994 deed de partij voor het eerst mee aan de presidentsverkiezingen. PT-kandidate Cecilia Soto González haalde 2,7% van de stemmen en de partij haalde haar eerste tien zetels in de Kamer van Afgevaardigden. De partij zou waarschijnlijk meer zetels gehaald hebben als niet voor de verkiezingen duidelijk was geworden dat de PT-campagne grotendeels georganiseerd werd door de PRI. Eind jaren 90 wist de PT zich onafhankelijker te maken van de PRI.
Bij de presidentsverkiezingen in 2000 maakte de partij deel uit van de "Alliantie voor Mexico", die Cuauhtémoc Cárdenas van de Partij van de Democratische Revolutie (PRD) steunde. Ook voor de verkiezingen van 2006 steunde de PT de PRD-kandidaat, ditmaal Andrés Manuel López Obrador. Bij de gelijktijdige Congresverkiezingen won de PT dertien zetels in de Kamer van Afgevaardigden en vijf in de Kamer van Senatoren.

## Ideologie
De PT is de meest linkse van de zeven partijen uit het Mexicaanse parlement. De partij poogt door middel van mobilisering van de zwakste bevolkingsgroepen een 'socialistische, democratische en humane' samenleving te bereiken. De PT streeft verder naar terugdringing van de presidentiële macht en een robuuster federalisme. Bij de meeste verkiezingen is de Partij van de Arbeid een bondgenoot van de PRD, en soms van de PRI.

## Electoraat
De PT is het sterkst aanwezig in Durango, Chihuahua, Zacatecas en Zuid-Neder-Californië. De PT heeft 13 zetels in de Kamer van Afgevaardigden en 5 in de Kamer van Senatoren. De partijkleur is rood.

## Presidentskandidaten
- 1994: Cecilia Soto González
- 2000: Cuauhtémoc Cárdenas
- 2006: Andrés Manuel López Obrador
- 2012: Andrés Manuel López Obrador
- 2018: Andrés Manuel López Obrador
- 2024: Claudia Sheinbaum Pardo